# Färberröten
Die Färberröten oder Krappe (Rubia) sind eine Pflanzengattung innerhalb der Familie der Rötegewächse (Rubiaceae). Die 60 bis 80 Arten sind in der Alten Welt in Afrika und Eurasien weitverbreitet. Die Wurzeln der Arten der Gattung enthalten einen roten Farbstoff, aus dem die so genannten Krapplacke gewonnen werden.

## Beschreibung

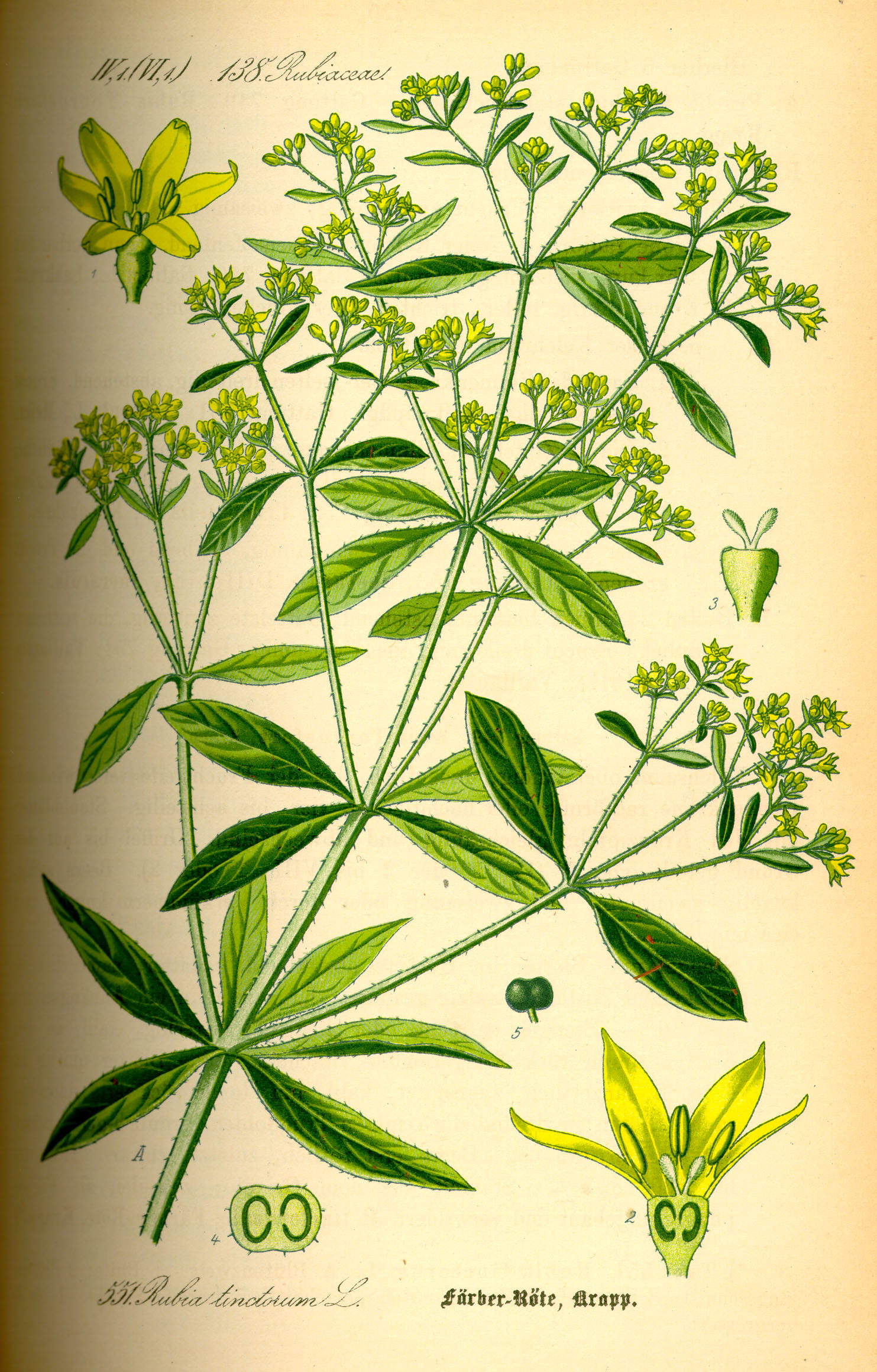
Illustration der Echten Färberröte (Rubia tinctorum)

### Vegetative Merkmale
Die Färberröten sind ausdauernde krautige Pflanzen oder Halbsträucher, viele Arten sind Kletterpflanzen. Die Sprossachse ist in der Regel mit rauen oder stacheligen Haaren besetzt.
Die Blätter sind wirtelständig und lanzett- oder verkehrt-eiförmig mit scharfer Spitze. Die Nebenblätter der gegenständigen Laubblätter sind miteinander verwachsen und bilden sogenannte Interpetiolarstipeln.

### Generative Merkmale
Die Blüten stehen in end- oder seitenständigen trugdoldigen Blütenständen zusammen. Die meist relativ kleinen, zwittrigen oder selten eingeschlechtigen Blüten sind radiärsymmetrisch und meist fünfzählig. Der Blütenkelch ist reduziert, die vier oder fünf Kronblätter sind im unteren Bereich zu einer Röhre verwachsen. Die Krone ist kopfig oder rund. Der Fruchtknoten ist unterständig und besteht aus zwei miteinander verwachsenen Fruchtblättern, die Narbe ist auch zweiteilig.
Es werden beerenähnliche Spaltfrüchte gebildet, die sich in zwei ellipsoide, fast kugelige oder plano-konvexe, einsamige Steinfrüchte teilen.

## Systematik und Verbreitung
Die Gattung Rubia wurde 1753 durch Carl von Linné in Species Plantarum, 1, S. 109 aufgestellt. Typusart ist Rubia tinctorum L.
Die Gattung Rubia gehört zur Subtribus Rubiinae aus der Tribus Rubieae in der Unterfamilie der Rubioideae in der Familie Rubiaceae.
Die Gattung Rubia ist in der Alten Welt in Afrika und Eurasien weitverbreitet, aber keine Art kommt in der Neuen Welt sowie Australien natürlich vor. In China kommen 39 Arten vor, davon 21 nur dort.
Die innere Systematik wird kontrovers diskutiert. Die Gattung Rubia wird in Sektionen gegliedert, beispielsweise:
- Sektion Campylanthera Pojark., beispielsweise mit Rubia florida[3]
- Sektion Oligoneura Pojark., beispielsweise mit Rubia cordifolia, Rubia horrida, Rubia oncotricha[3]

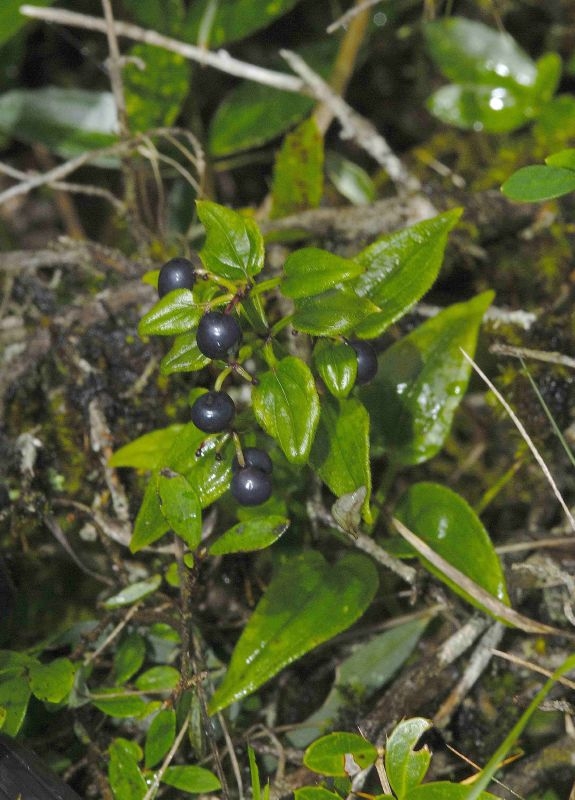
Asiatischer Krapp (Rubia argyi)

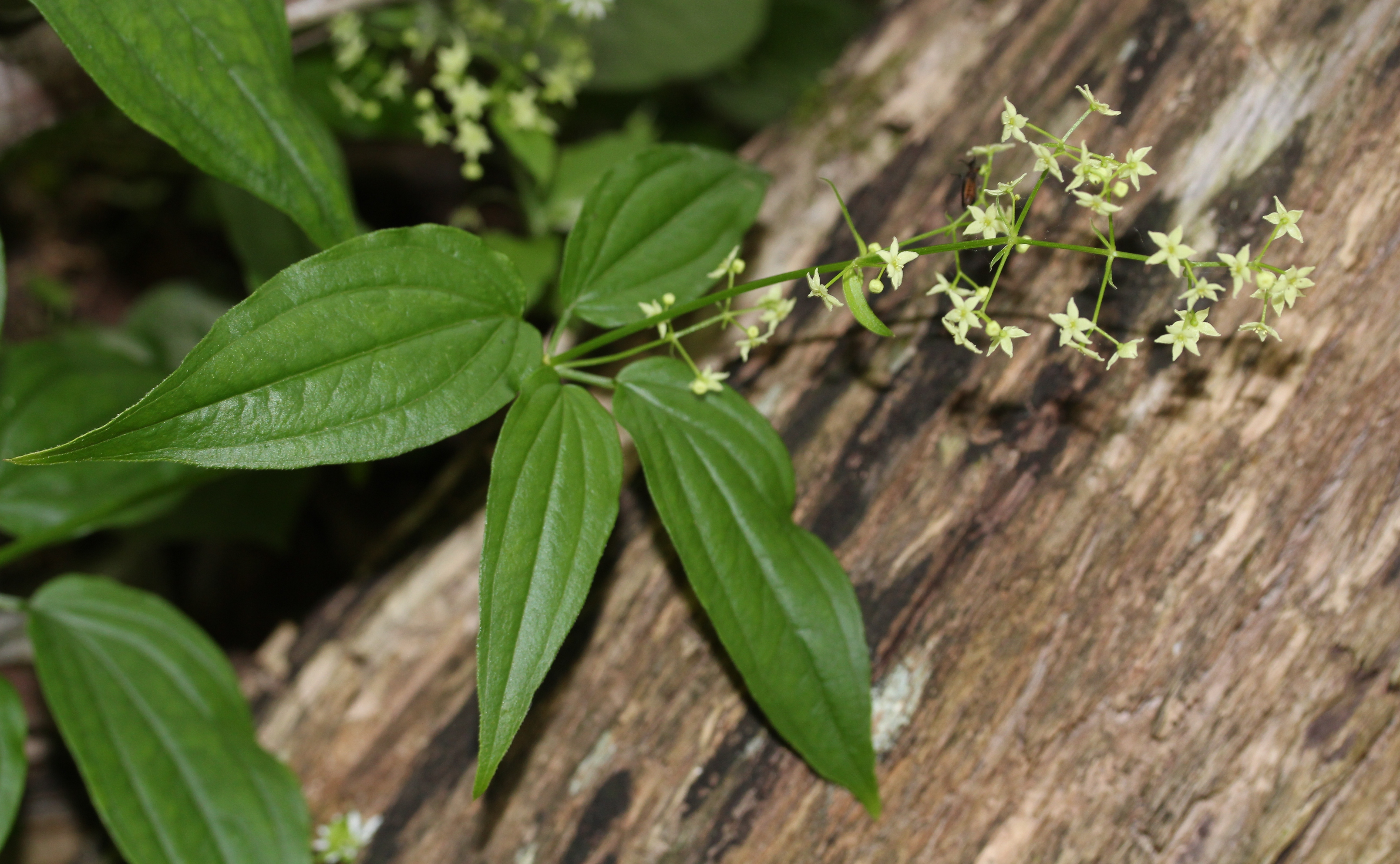
Rubia chinensis f. chinensis

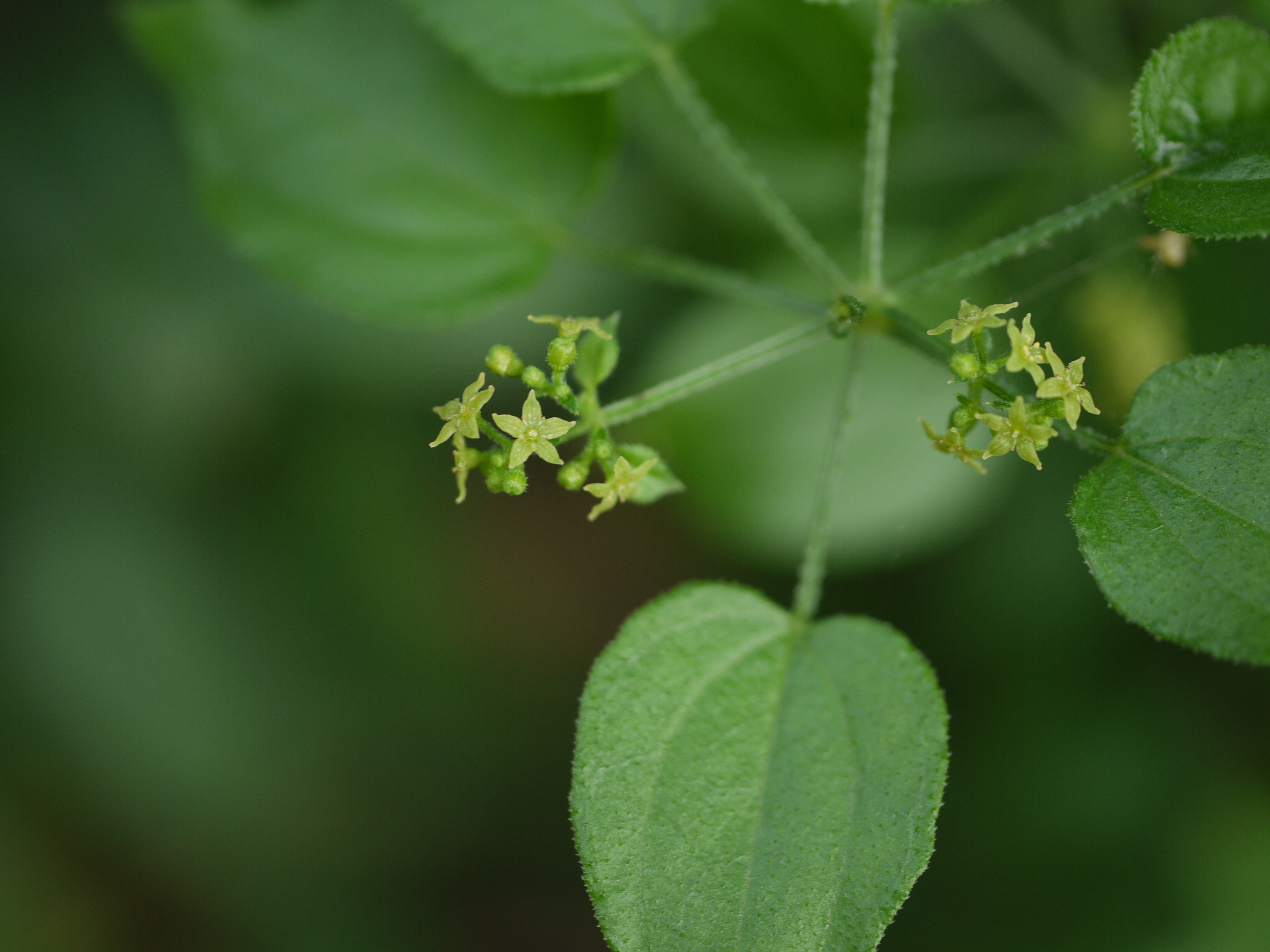
Indischer Krapp (Rubia cordifolia)

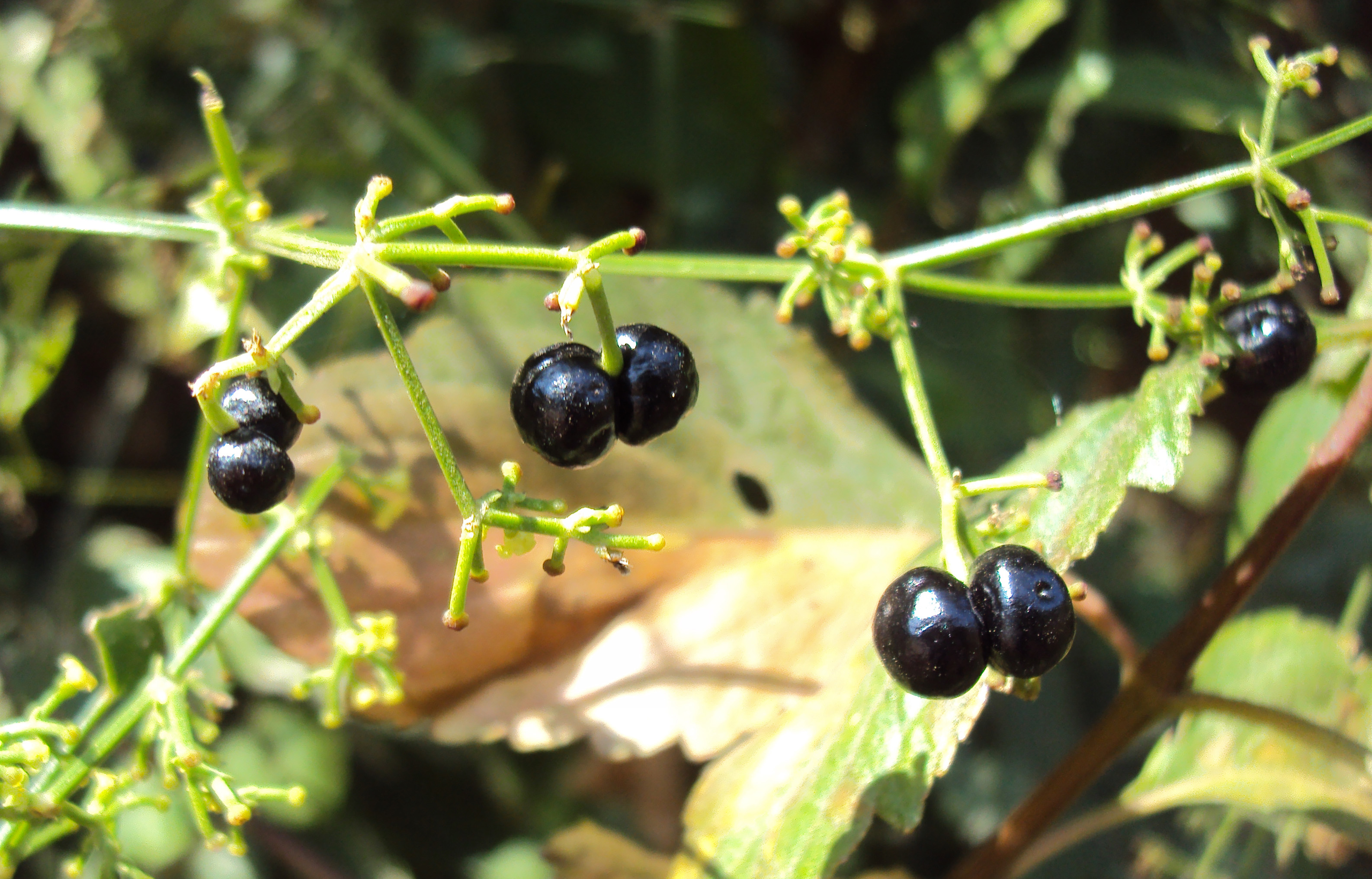
Reife Früchte des Indischen Krapp (Rubia cordifolia)

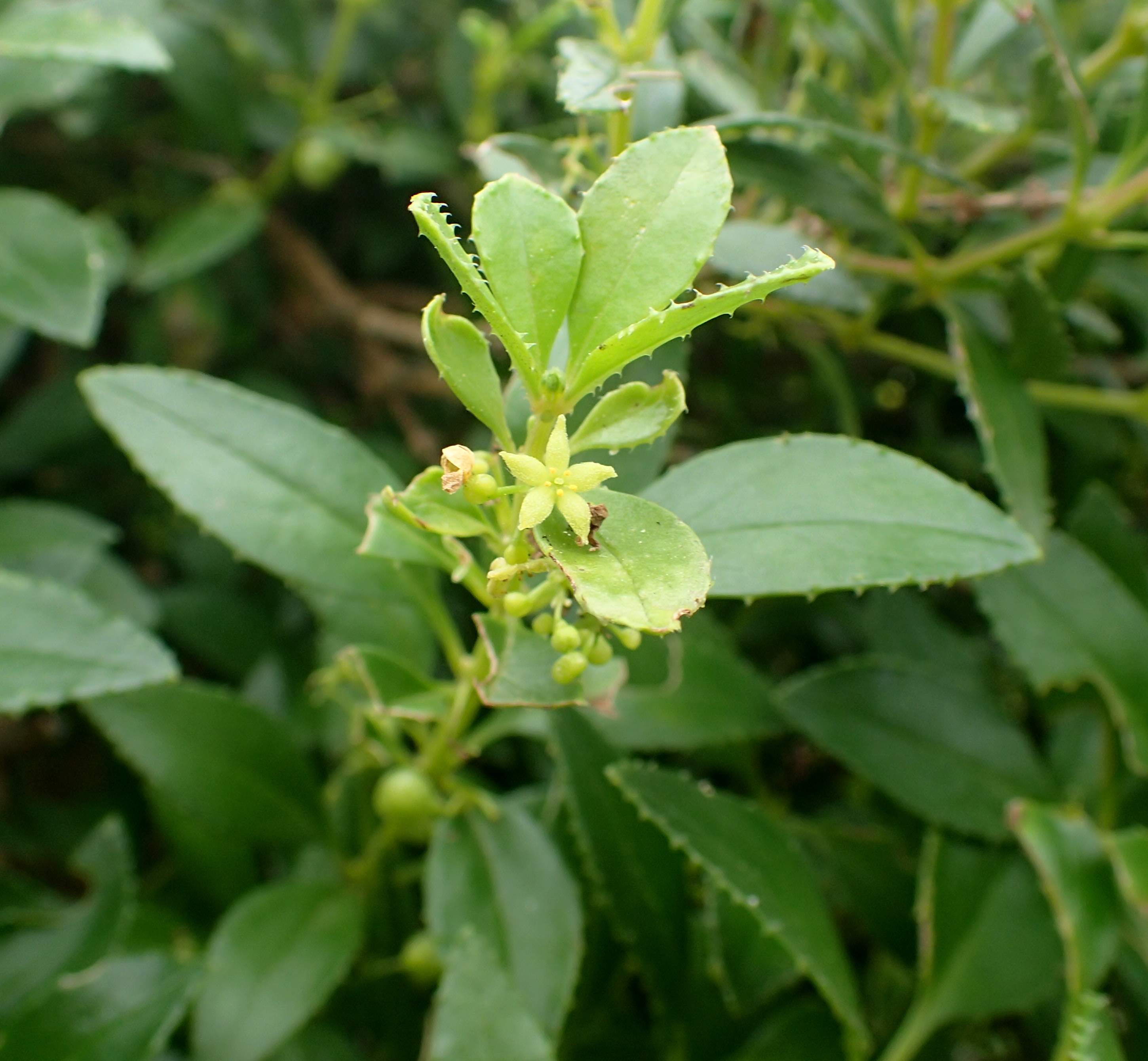
Strauchiger Krapp (Rubia fruticosa)

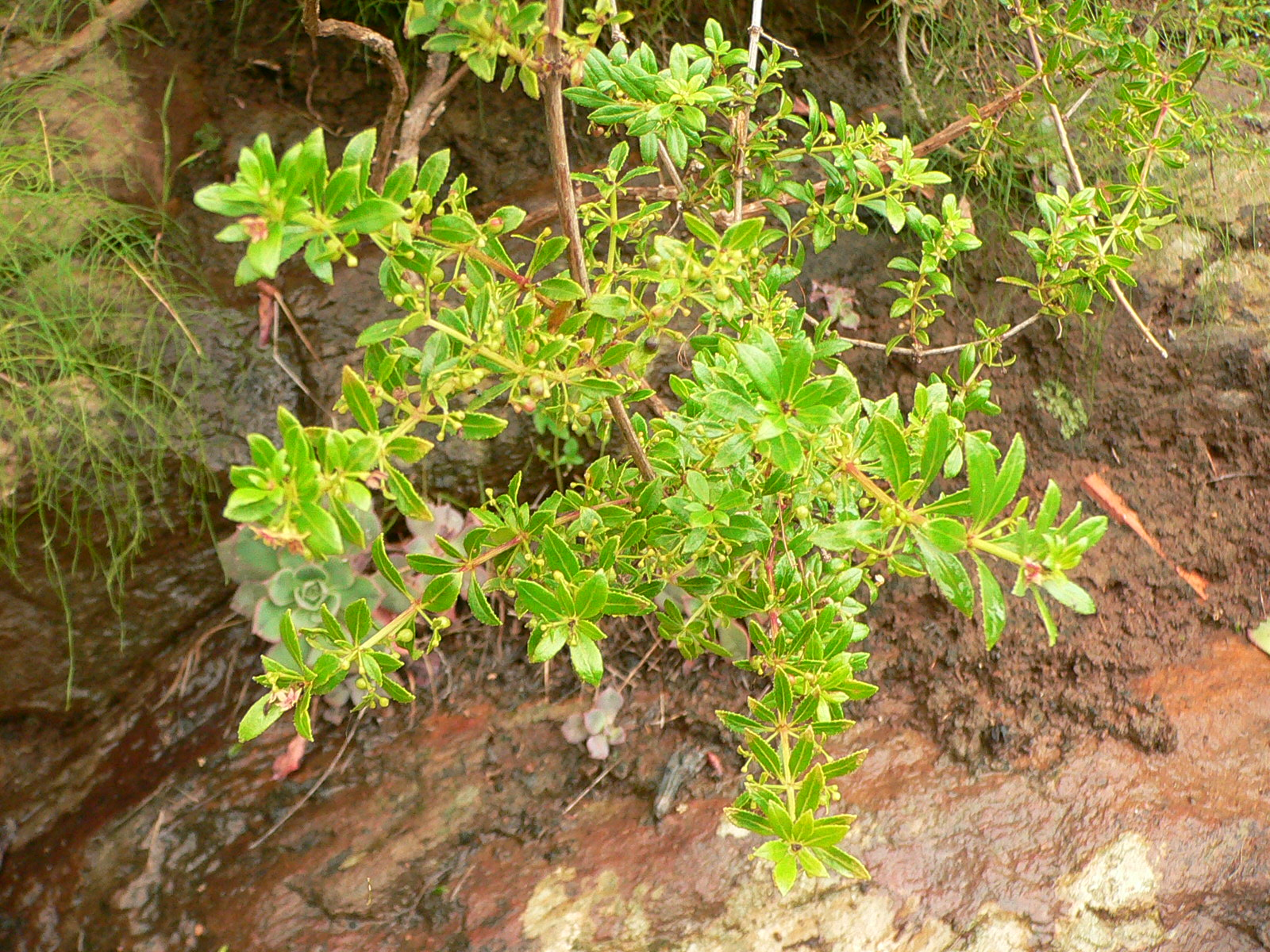
Habitus und Laubblätter des Strauchigen Krapp (Rubia fruticosa)

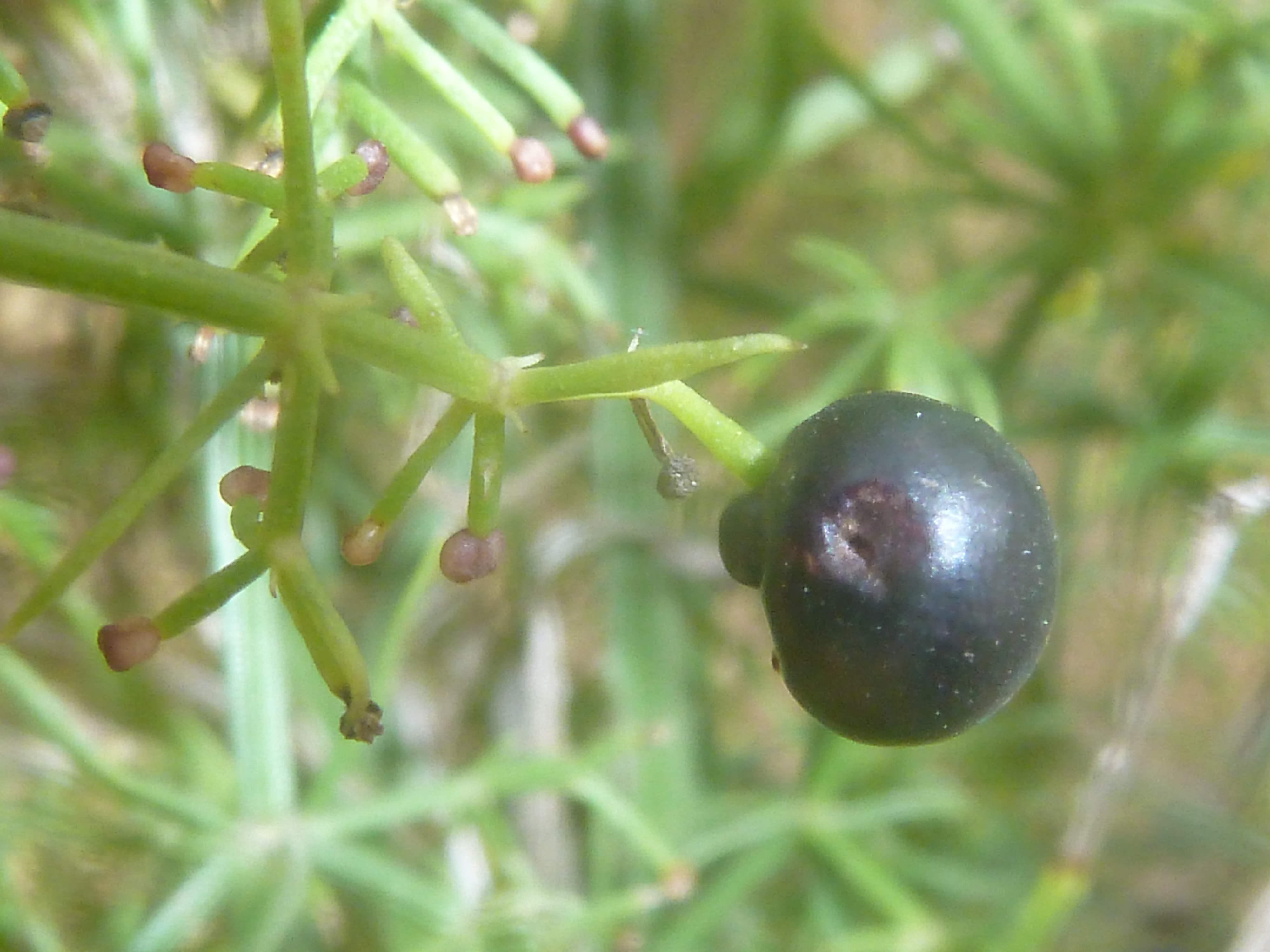
Rubia horrida mit Frucht

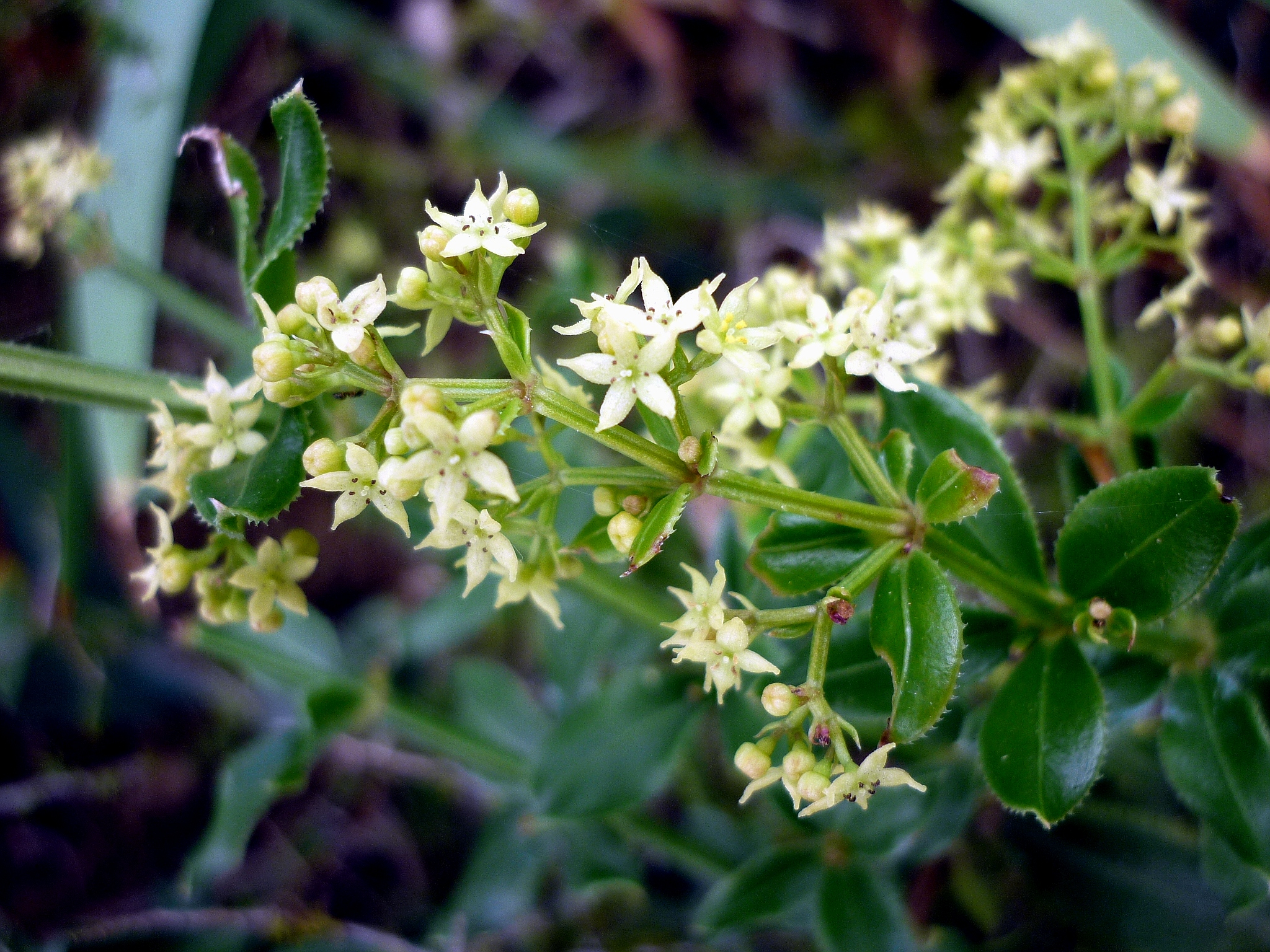
Kletten-Krapp (Rubia peregrina)

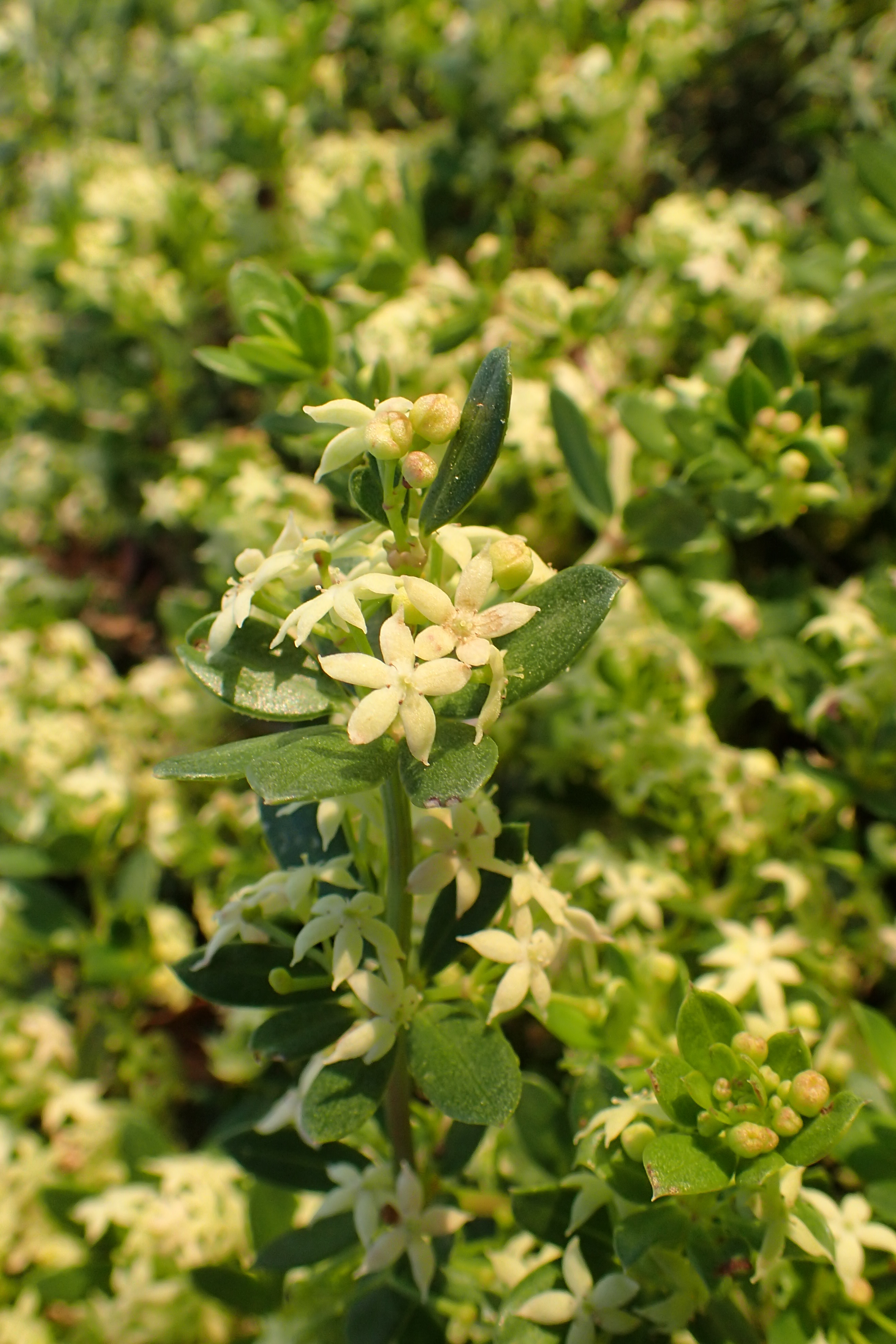
Rubia tenuifolia

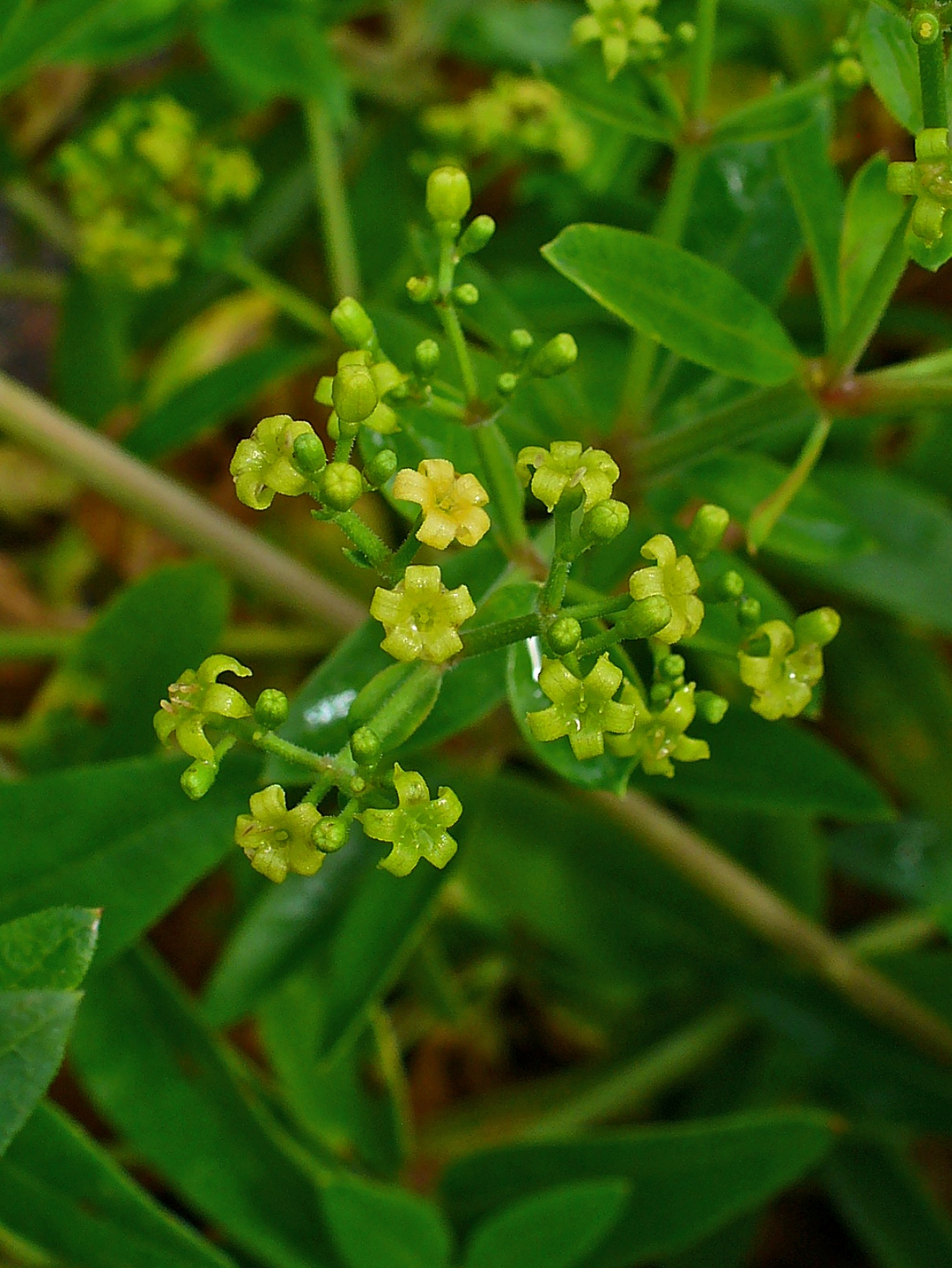
Echte Färberröte (Rubia tinctorum)

Die Gattung Rubia enthält 60 bis 80 Arten:
- Rubia agostinhoi Dans. & P.Silva: Sie kommt nur auf den Azoren vor.[1]
- Rubia aitchisonii Deb & Malick: Sie kommt in Afghanistan vor.[1]
- Rubia alaica Pachom.: Sie ist in Zentralasien verbreitet.[1]
- Rubia alata Wall.: Sie ist in China und Nepal und Taiwan verbreitet.[2]
- Rubia albicaulis Boiss.: Sie kommt nur im westlichen Iran vor.[1]
- Rubia angustisissima Wall. ex G.Don: Sie kommt in Myanmar vor.[1]
- Asiatischer Krapp (Rubia argyi (H.Lév. & Vaniot) Hara ex Lauener, Syn.: Rubia akane Nakai, Rubia chekiangensis Deb, Rubia nankotaizana Masam.): Sie ist in China, Taiwan, Korea und Japan verbreitet.[2]
- Rubia atropurpurea Decne.: Dieser Endemit kommt nur in Kaschmir vor.[1]
- Rubia austrozhejiangensis Z.P.Lei, Y.Y.Zhou & R.W.Wang: Sie wurde 2013 aus der chinesischen Provinz Zhejiang erstbeschrieben.[1]
- Rubia balearica (Willk.) Porta: Die zwei Unterarten kommen nur auf den Balearen vor.[1]
  - Rubia balearica (Willk.) Porta subsp. balearica
  - Rubia balearica subsp. caespitosa (Font Quer & Marcos) Rosselló, L.Sáez & Mus (Syn.: Rubia angustifolia var. caespitosa Font Quer & Marcos, Rubia angustifolia subsp. caespitosa (Font Quer & Marcos) Rosselló, Rubia caespitosa (Font Quer & Marcos) Rosselló): Dieser Endemit kommt nur auf der Insel Cabrera vor.[1]
- Rubia caramanica Bornm.: Sie kommt im Iran vor.[1]
- Rubia charifolia Wall. ex G.Don: Sie kommt im Himalaja vor.[1]
- Rubia chinensis Regel & Maack: Die zwei Formen sind im östlichen sowie nördlichen China, in Korea, Russlands Fernen Osten und Japan verbreitet.[2]
  - Rubia chinensis f. chinensis (Syn.: Rubia chinensis f. mitis (Miq.) Kitag.)
  - Rubia chinensis f. glabrescens (Nakai) Kitag.
- Rubia chitralensis Ehrend.: Sie ist in Xinjiang, Afghanistan, Pakistan, Tadschikistan und Usbekistan verbreitet.[2]
- Rubia clematidifolia Blume ex Decne.: Sie kommt nur auf Java vor.[1]
- Indischer Krapp oder Tibet-Krapp (Rubia cordifolia L.): Die zwei Unterarten sind in Griechenland und vom Sudan bis ins südliche Afrika und in Asien vom Indischen Subkontinent über Himalaya bis Afghanistan sowie China und Südostasien weitverbreitet.[1][2]
  - Rubia cordifolia subsp. conotricha (Gand.) Verdc.: Sie kommt vom südlichen Sudan bis ins südliche Afrika vor.[1]
  - Rubia cordifolia subsp. cordifolia: Sie kommt von Griechenland bis Asien vor.[1]
- Rubia crassipes Collett & Hemsl.: Sie kommt in Yunnan, Myanmar und Thailand vor.[2]
- Rubia cretacea Pojark.: Sie kommt in Kasachstan vor.[1]
- Rubia danaensis Danin: Dieser Endemit kommt nur im südwestlichen Jordanien vor.[1]
- Rubia davisiana Ehrend.: Sie kommt nur in der südwestlichen Türkei vor.[1]
- Rubia deserticola Pojark.: Sie kommt in Kasachstan und im kasachischen autonomen Bezirk Ili in Xinjiang vor.[2][1]
- Rubia discolor Turcz.: Sie kommt in Eritrea und in Äthiopien vor.[1]
- Rubia dolichophylla Schrenk: Sie ist in Xinjiang, Afghanistan, Kasachstan, Pakistan, Tadschikistan und im Iran verbreitet.[1][2]
- Rubia edgeworthii Hook. f.: Sie kommt im nördlichen Indien und in den chinesischen Provinzen Guangxi (nur Longlin), Sichuan (nur Miyi), Yunnan (nur Heqing) vor.[2]
- Rubia falciformis H.S.Lo: Dieser Endemit gedeiht an feuchten Standorten in Wäldern in Höhenlagen von etwa 1100 Metern nur im Kreis Lianghe im autonomen Bezirk Dehong in Yunnan.[2]
- Rubia filiformis F.C.How ex H.S.Lo: Dieser Endemit gedeiht in Wäldern in Höhenlagen von 1000 bis 1500 Metern nur in Malipo in Yunnan.[2]
- Rubia florida Boiss.: Sie kommt im Iran, in Afghanistan und in Turkmenistan vor.[1]
- Strauchiger Krapp (Rubia fruticosa Aiton): Sie kommt auf den Kanaren, auf Madeira und Selvagens vor.[1]
- Rubia garrettii Craib: Sie kommt in Thailand vor.[1]
- Rubia gedrosiaca Bornm.: Sie kommt vom südöstlichen Iran bis zum westlichen Pakistan vor.[1]
- Rubia haematantha Airy Shaw: Sie gedeiht auf trockenen und steinigen Wiesen in Höhenlagen von 3000 bis 3800 Metern in Sichuan und im nordwestlichen Yunnan.[2]
- Rubia hexaphylla (Makino) Makino: Sie kommt in Japan und in Korea vor.[1]
- Rubia himalayensis Klotzsch: Sie kommt von Afghanistan bis zum westlichen Himalaja vor.[1]
- Rubia hispidicaulis D.G.Long: Sie kommt im östlichen Himalaja vor.[1]
- Rubia horrida (Thunb.) Puff: Sie kommt vom südlichen Afrika bis Simbabwe vor.[1]
- Rubia infundibularis Hemsl. & Lace: Sie kommt von Afghanistan bis Indien und in Oman vor.[1]
- Rubia jesoensis (Miq.) Miyabe & Kudo: Sie kommt von Russlands Fernen Osten bis ins nördliche Korea und das nördliche sowie zentrale Japan vor.[1]
- Rubia komarovii Pojark.: Sie kommt nur in Tadschikistan vor.[1]
- Rubia krascheninnikovii Pojark.: Sie kommt vom westlichen Sibirien bis Kasachstan vor.[1]
- Rubia laevissima Tsckern.: Sie ist in Zentralasien verbreitet.[1]
- Rubia latipetala H.S.Lo: Dieser Endemit gedeiht an Waldrändern in Höhenlagen von etwa 3400 Metern nur in Barkam in Sichuan.[2]
- Rubia laurae (Holmboe) Airy Shaw: Dieser Endemit kommt nur in Zypern vor.[1]
- Rubia laxiflora Gontsch.: Sie kommt in Tadschikistan und im nördlichen Afghanistan vor.[1]
- Rubia linii J.M.Chao: Sie gedeiht an Rändern immergrüner Wälder in Höhenlagen von 500 bis 3000 Metern nur in Taiwan.[2]
- Rubia magna P.G.Xiao: Sie gedeiht in Höhenlagen von 1200 bis 1500 Metern in den chinesischen Provinzen Sichuan sowie Yunnan.[2]
- Rubia mandersii Collett & Hemsl.: Sie kommt in Myanmar, Thailand und in den chinesischen Provinzen Sichuan sowie Yunnan vor.[1][2]
- Rubia manjith Roxb. ex Fleming: Sie kommt vom Himalaja (Bhutan, Indien sowie Nepal bis Tibet) und in den chinesischen Provinzen Qinghai, Sichuan sowie Yunnan vor.[1][2]
- Rubia maymanensis Ehrend. & Schönb.-Tem.: Sie kommt nur im nordwestlichen Afghanistan vor.[1]
- Rubia membranacea Diels: Sie gedeiht in Höhenlagen von 1100 bis 3000 Metern in den chinesischen Provinzen Hubei, Hunan, Sichuan sowie Yunnan.[2]
- Rubia oncotricha Hand.-Mazz.: Sie gedeiht in Höhenlagen von 500 bis 3200 Metern in den chinesischen Provinzen Guangxi, Guizhou, Sichuan sowie Yunnan.[2]
- Rubia oppositifolia Griff.: Sie kommt in Afghanistan vor.[1]
- Rubia ovatifolia Z.Ying Zhang ex Q.Lin: Sie gedeiht in Höhenlagen von 1700 bis 2200 Metern in den chinesischen Provinzen Gansu, Guizhou (nur in Bijie), Hunan, Shanxi, Sichuan, Yunnan sowie Zhejiang (nur in Changhua) und vielleicht in Hubei.[2]
- Rubia pallida Diels: Dieser Endemit gedeiht in Höhenlagen von 2600 bis 3100 Metern nur im nordwestlichen Yunnan.[2]
- Rubia pauciflora Boiss.: Sie kommt im Iran vor.[1]
- Rubia pavlovii Bajtenov & Myrz.: Sie kommt in Kasachstan vor.[1]
- Kletten-Krapp auch Levantinische Krappwurzel (Rubia peregrina L.): Sie kommt auf den Azoren und vom Mittelmeerraum bis ins nordwestliche Europa vor.[1]
- Rubia petiolaris DC.: Sie ist im südlichen Afrika verbreitet.[1]
- Rubia philippinensis Elmer: Dieser Endemit kommt nur auf Luzon vor.[1]
- Rubia pianmaensis R.Li & H.Li: Sie 2013 aus Yunnan erstbeschrieben.[1]
- Rubia podantha Diels: Sie gedeiht in Höhenlagen von 700 bis 3000 Metern in den chinesischen Provinzen westliches Guangxi, westliches Sichuan sowie Yunnan.[2]
- Rubia polyphlebia H.S.Lo: Sie kommt in Sichuan vor.[2]
- Rubia pseudogalium Ehrend.: Sie wurde 2010 erstbeschrieben. Dieser Endemit gedeiht in Höhenlagen von 2400 bis 3000 Metern nur in der Gaoligong Shan Region in Yunnan.[2]
- Rubia pterygocaulis H.S.Lo: Dieser Endemit gedeiht in Wäldern und im Dickicht in Höhenlagen von 300 bis 1000 Metern nur in Jiuzaigou in Sichuan.[2]
- Rubia rechingeri Ehrend.: Sie kommt in Turkmenistan und im Iran vor.[1]
- Rubia regelii Pojark.: Sie kommt in Kirgisistan vor.[1]
- Rubia rezniczenkoana Litv.: Sie kommt in Kasachstan, in der Mongolei und in Xinjiang vor.[1][2]
- Rubia rigidifolia Pojark.: Sie kommt im Iran und in Transkaukasien vor.[1]
- Rubia rotundifolia Banks & Sol.: Sie kommt von der südlichen Türkei bis zum Libanon vor.[1]
- Rubia salicifolia H.S.Lo: Sie gedeiht in feuchten Tälern in Höhenlagen von etwa 2000 Metern in den chinesischen Provinzen Guangdong sowie Sichuan (nur in Jiulong) und vielleicht in Yunnan.[2]
- Rubia schugnanica B.Fedtsch. ex Pojark.: Sie kommt in Tadschikistan und in Xinjiang vor.[2]
- Rubia schumanniana E.Pritz.: Sie gedeiht in Wäldern in Höhenlagen von 800 bis 3000 Metern in den chinesischen Provinzen in Sichuan sowie Yunnan.[2]
- Rubia siamensis Craib: Sie kommt im südwestlichen Yunnan und im nördlichen Thailand vor.[1][2]
- Sikkim-Krapp (Rubia sikkimensis Kurz): Sie kommt von Nepal bis Assam vor.[1]
- Rubia sylvatica (Maxim.) Nakai: Sie kommt im nördlichen China sowie in Sichuan und in Russlands Fernen Osten vor.[1][2]
- Rubia tatarica (Trevir.) F.Schmidt: Sie kommt von der Ukraine bis Kasachstan vor.[1]
- Rubia tenuifolia d'Urv.: Es gibt drei Unterarten:[1]
  - Rubia tenuifolia subsp. brachypoda (Boiss.) Ehrend. & Schönb.-Tem.: Sie kommt im östlichen Mittelmeerraum vor.[1]
  - Rubia tenuifolia subsp. doniettii (Griseb.) Ehrend. & Schönb.-Tem.: Sie kommt in Westasien und im nördlichen Somalia vor.[1]
  - Rubia tenuifolia subsp. tenuifolia: Sie kommt vom östlichen Mittelmeerraum bis zur Sinai-Halbinsel (nur in Gebel Halal) vor.[1]
- Rubia tenuissima ined. (Syn.: Rubia tenuis H.S.Lonom. illeg.):[1] Dieser Endemit kommt in Sichuan nur im Kreis Luding vor.[2]
- Rubia thunbergii DC.: Sie kommt in Südafrika vor.[1]
- Rubia tibetica Hook. f.: Sie kommt von Afghanistan, dem indischen Punjab, Kaschmir, Pakistan, Kirgisistan, Tadschikistan und Tibet bis Xinjiang vor.[2]
- Echte Färberröte oder Färber-Krapp (Rubia tinctorum L.): Sie kommt von Südosteuropa bis zum westlichen Himalaja, in Xinjiang[2] und in Vietnam nur auf dem Mt. Fansipan vor.[1]
- Rubia transcaucasica Grossh.: Sie kommt in Transkaukasien vor.[1]
- Rubia trichocarpa H.S.Lo: Dieser Endemit kommt in Sichuan nur in Lixian vor.[2]
- Rubia truppeliana Loes.: Sie gedeiht in Wäldern und im Dickicht in Höhenlagen von 100 bis 300 Metern nur in der chinesischen Provinz Shandong.[2]
- Rubia wallichiana Decne.: Sie kommt vom Himalaja (Bhutan, nordöstlichen Indie, Nepal) bis in südliche China (Guangdong, Guangxi, Hainan, Hunan, Jiangxi, Sichuan, Yunnan) vor.[1][2]
- Rubia yunnanensis Diels: Sie gedeiht im Dickicht, Grashängen, und Straßenrändern in Höhenlagen von 1700 bis 3000 Metern in den chinesischen Provinzen Sichuan sowie Yunnan.[2]

Nicht mehr zur Gattung Rubia gehören Arten aus der Neuen Welt, beispielsweise:
- Rubia margaritifera Reiche → Galium suffruticosum Hook. & Arn.[1]

## Etymologie
Der Trivialname Färberröte ist aus dem roten Farbstoff in den Wurzeln entstanden. Der wissenschaftliche Name Rubia stand schon im Lateinischen für die Färberröte und ist eng mit dem lateinischen „ruber“ (= rot) verwandt. Der Name findet sich schon bei Vitruvius und Plinius dem Älteren. Wurzel ist „*rudhio-“ (= rot) in der indogermanischen Ursprache.